# Shérif Callie au Far West
Shérif Callie au Far West (Sheriff Callie's Wild West) est une série télévisée d'animation américaine en 45 épisodes de 22 minutes (divisés en deux segments de 11 minutes chacun) créée par George Evelyn, Holly Hockins et Denis Morella, et diffusée entre le 20 janvier 2014 et le 13 février 2017 sur Disney Junior.
En France, elle est diffusée depuis le 12 mars 2014 sur Disney Channel et Disney Junior France, et au Québec à partir du 22 février 2014 sur Disney Junior puis sur La Chaîne Disney.

## Synopsis
Callie, un chat vivant au Far West, fait régner l'ordre et la justice avec ses deux compagnons, dans la ville de Bonne-Amie Ville, sous forme de comédie musicale.

## Distribution

### Voix originales
- Mandy Moore : Sheriff Callie and the Theme song singer
- Lucas Grabeel : Adjoint Peck
- Dee Bradley Baker : Sparky
- Jessica DiCicco : Toby
- Kevin Michael Richardson : Oncle Bun / Stinky / Dr Wolf
- Mo Collins : Ella / Abigail
- Cree Summer : Priscilla Skunk
- Gary Anthony Williams : Dan / Dusty
- Jeff Bennett : Doc Quackers / Cody / Mr Dillo

### Voix françaises
- Mélanie Dermont : Shérif Callie et l'interprète du générique
- Emmanuel Dekoninck : Peck
- Émilie Guillaume : Toby
- Philippe Résimont : Sparky
- Patrick Wafelle : Oncle Bill
- Stany Mannaert : Stinky
- Philippe Allard : Dr Wolf
- Angélique Leleux : Ella
- Valérie Lecot : Abigali
- Marie-Line Landerymn : Priscilla Skunk
- Alain Éloy : Dan et Dusty

## Épisodes
| Saison | Saison | Épisodes | États-Unis        | États-Unis      | France            | France           |
| Saison | Saison | Épisodes | Début             | Fin             | Début             | Fin              |
| ------ | ------ | -------- | ----------------- | --------------- | ----------------- | ---------------- |
|        | 1      | 23       | 20 janvier 2014   | 5 décembre 2014 | 12 mars 2014      | 10 décembre 2014 |
|        | 2      | 22       | 12 septembre 2015 | 13 février 2017 | 1er novembre 2015 | 13 février 2017  |

### Saison 1 (2014)
1. Le jeu du fer à cheval / Callie et la pépite d’or
2. Les bandits / La terrible dispute des deux frères
3. Travis la Triche / Le Faux « Atchoum » De Toby
4. Drôle De Voyage / Seul Dans La Mine
5. Attrapez le rat-kangourou ! / Un mauvais raccourci
6. Le nouveau train / Tous en prison
7. Toby a un bouton / Toby la Pomme de Pin
8. Le porte-bonheur / Le dentiste
9. Toby garde les vaches / Voleurs de maïs
10. Peck veut aller plus vite / Toby apprend le lasso
11. Le héros / Les cascades de Priscilla
12. Prince Kolinski / Abigaïl Invente Des Histoires
13. La mule volante / Frère contre frère
14. Coup de Pouce Canyon / Le mystère des graines de Peck
15. Priscilla a perdu son oiseau / Callie et la boîte de conserve
16. Le voleur de tartes / Tout pour l'or
17. La Leçon de Tricot / Le Fermier qui sentait mauvais
18. Drôle de perroquet / Toby journaliste
19. Trop près du soleil / Alerte aux insectes
20. La moustache de Toby / Doc Coin-Coin et son chili
21. La paire qui pique / Le monstre des cavernes
22. Toby Contre Bradley / Le Virevoltant Volant
23. La montagne aux vœux / L'équipe de poètes

### Saison 2 (2015-2017)
1. Le Bon, la Brute, et le Yo-Yo / Les bottes de Cochonnet
2. Pour une poignée de fleurs / Le meilleur adjoint
3. L'heure de la couette / Cochonnet est tout propre
4. Méfiez-vous des tonneaux / Peck fait le clown
5. La monture de Toby / Les arnaqueurs de Noël
6. Toby bandit / Le voleur de vaches
7. Peck Se Fait Piéger / Une Montgolfière En Fuite
8. Sparky veut jouer / Milkshake Toby
9. De la neige pour Toby / Les rois du patin
10. Le grand départ / Au feu les pompiers
11. Convoi et hors-la-loi / Peck et Toby veulent grandir
12. Peck et le trio de voleurs / Monsieur le Juge Toby
13. Les patins / Boucles et bretelles
14. Johnny voix de velours / Chercheurs de pop-corn
15. Seuls dans la ville / Ne touchez pas à nos souhaits !
16. Les méchants voleurs d'eau / Drôles de sosies
17. La citrouille volée d'Halloween / Le fantôme de l'effrayante prairie
18. Le piano surprise / La grande évasion
19. Un voyage dangereux / Le concours de crêpes
20. Un voleur au grand cœur / La fête des bandits
21. Nouveau Shérif en ville / Le piège des vautours
22. Il faut sauver la Saint-Valentin / La ruée vers l'or